# Kościół św. Józefa w Southampton
Kościół św. Józefa w Southampton (ang. St Joseph’s Church) – rzymskokatolicki kościół parafialny w Southampton, w Anglii, wzniesiony w latach 1843–1845, znajdujący się w centrum miasta przy Bugle Street. Kościół ten pełnił rolę prokatedry diecezji Portsmouth w 1882 roku.

## Historia
W związku z rewolucją francuską w 1789 roku do Southampton przybyli uciekinierzy z Francji. W 1792 roku otworzyli oni katolicką kaplicę przy High Street. W roku 1828 została zbudowana plebania, a po dwóch latach w jej ogrodzie wybudowano kościół pod wezwaniem św. Józefa. Z czasem zwiększająca się liczba wiernych spowodowała konieczność budowy większej świątyni. W 1842 roku ksiądz Joseph Sidden poprosił architekta Augustusa Pugina o wykonanie planów nowego kościoła. W marcu 1843 roku położono kamień węgielny. Jak się okazało, parafii nie było stać na realizację planów Pugina. W związku z tym po zbudowaniu w 1843 roku prezbiterium ukończenie kościoła zlecono J. G. Poole’owi. Nawa powstała już według jego projektu. Powstały kościół został otwarty w 1845 roku.
W dniu 19 maja 1882 została erygowana diecezja Portsmouth. Ponieważ w tym czasie nie była jeszcze gotowa katedra św. Jana, do 10 sierpnia 1882 roku kościół św. Józefa pełnił funkcję prokatedry.
W 1888 roku Leonard Stokes przeprowadził renowację kościoła. Przebudowano wówczas ściany północną i południową, po stronie północnej dodano siódme okno, zwiększono wysokość kościoła oraz zmieniono sufit w nawie.
W 1911 roku główny ołtarz, projektu Pugina, przeniesiono do kaplicy Najświętszego Serca. Z kolei w 1971 roku został on przemieszczony z powrotem i ponownie stał się ołtarzem głównym.
Kolejna renowacja kościoła miała miejsce w 1981 roku pod kierunkiem Normana Woodforda.

## Architektura i sztuka
Kościół jest w stylu neogotyckim. Został zbudowany z żółtej cegły, obramowania okien są z kamienia. Nad wejściem znajduje się figura św. Józefa z 1962 roku.
Wnętrze kościoła ma jedną nawę, natomiast część z prezbiterium jest trójdzielna (szerszy środek i węższe dwie części boczne).